# Agent 69 Jensen i Skorpionens tegn
Agent 69 Jensen i Skorpionens tegn (ofte forkortet til I Skorpionens tegn) er en dansk hardcore-pornofilm fra 1977.
Det var den femte af de seks officielle sexkomedier i stjernetegn-filmserien.
- Manuskript Werner Hedman og Edmondt Jensen.
- Instruktion Werner Hedman.

Blandt de medvirkende kan nævnes:
- Ole Søltoft
- Poul Bundgaard
- Karl Stegger
- Judy Gringer
- Else Petersen
- Søren Strømberg
- Bent Warburg
- Birger Jensen
- Arthur Jensen
- Kate Mundt
- Ib Mossin
- Torben Bille